# Лиззи Магуайер (фильм)
«Лиззи Магуайер» (англ. The Lizzie McGuire Movie) — фильм канала «Дисней», основанный на телесериале канала Дисней «Лиззи Магуайер». Премьера состоялась 2 мая 2003 года. Режиссёрами стали Джим Фолл и Эд Дектер. Продюсер — Стен Рогоу. В главных ролях — Хилари Дафф, Адам Ламберг и Яни Геллман. Фильм рассказывает о героине сериала Лиззи Магуайер после того как она оканчивает среднюю школу и едет на каникулы в Рим. Этот фильм можно назвать окончанием сериала «Лиззи Магуайер».
Съёмки проходили в Риме и у фонтана Треви. Фильм вышел в мае 2003 года и занял второе место в Box Office США после «Люди Икс 2». 12 августа 2003 года фильм вышел на VHS и DVD.

## Сюжет
После окончания средней школы 15-летняя Лиззи разрушает сцену во время речи и портит всем праздник. Она расстроена, но мечтает о поездке в Рим со своим другом Гордо, Итаном Крафтом, врагом (и бывшей лучшей подругой) Кейт Сандерс и другими одноклассниками. Сопровождает их хмурая учительница мисс Андермейер.
В отеле в Риме Лиззи делит комнату с Кейт. Мисс Андермейер везет учеников к фонтану Треви, и Лиззи бросает туда монетку, пожелав приключений. Через несколько минут она встречает знаменитого поп-певца Паоло, который говорит, что она выглядит точно как его партнерша по пению и бывшая девушка Изабелла. Паоло обещает на следующий день встретить Лиззи у фонтана, если она захочет. Лиззи притворяется больной и незаметно сбегает к Паоло. Он предлагает ей занять место Изабеллы во время вручения награды(Паоло говорит, что сам пишет музыку, а Изабелла поет под фонограмму). Позднее выясняется, что Лиззи должна ещё и «спеть» с Паоло песню «What Dreams Are Made Of», но Лиззи соглашается на это. Кейт узнает правду, но вместо того, чтобы выдать Лиззи, она помогает ей.
Лиззи продолжает притворяться больной, ходя по магазинам, выбирая платья и делая прически. Когда мисс Андермейер почти ловит её, Гордо жертвует собой ради неё, солгав, что это он убегал и обманывал учителя. Его исключают из поездки и отправляют в аэропорт. Но в аэропорту он встречает настоящую Изабеллу, которая рассказывает, что это Паоло поет под фонограмму, а она по-настоящему, и Паоло собирается опозорить её перед всей публикой, показав, что она не умеет петь. Гордо и Изабелла прибывают на место проведения мероприятия и выключают микрофон Паоло. Все видят, что он не умеет петь. Сначала вместо Лиззи поет Изабелла, но затем Лиззи поет сначала вместе с ней, и все узнают, что их двое, а затем заканчивает петь песню сама.
Это видят её одноклассники и родители с братом (приехавшие, потому что отец и мать Лиззи скучали по ней).
В конце в отеле Сергей, бывший охранник Паоло, оказывает знаки внимания мисс Андермейер, а Лиззи целует Гордо и благодарит его.

## В ролях
- Хилари Дафф — Лиззи Магуайер/Изабелла Париджи (вокал Хейли Дафф)
- Адам Ламберг — Дэвид «Гордо» Гордон — лучший друг Лиззи
- Роберт Кэррадайн — Сэм Магуайер, отец Лиззи
- Хэлли Тодд — Джо Магуайер, мама Лиззи
- Джейк Томас — Мэттью «Мэтт» Магуайер, младший брат Лиззи
- Яни Геллман — Паоло Валисари, красивый и знаменитый итальянский поп-певец
- Aлекс Борштейн — мисс Ангермейер, учительница Лиззи
- Клейтон Снайдер — Итан Крафт
- Эшли Бриллолт — Кэтрин Сандерс
- Брендан Келли — Сергей, охранник Паоло
- Карли Шредер — Мелина Бьянко
- Дэниел Эскобар — Мистер Эскобар
- Джоди Рачикот — Джиорджио
- Терра МакЛеод — Франка ДеМонтекачини
- Клауд Ноултон — менеджер

## Критика

### Оценки
- Ultimate Disney оценил DVD сказав: «Я не ожидал от этого фильма многого и никогда бы не заплатил за то, чтобы посмотреть его, но, видимо, мне следовало, потому что фильм замечательный».[4] Я могу простить и забыть сцену, где она поет в конце, ведь остальной фильм компенсирует это. Я рекомендую этот фильм всем, кто смотрит и любит сериал. Если вы не видели сериал, это хороший фильм, который вы должны посмотреть.
- Оценка Gus' Movie: 8,5 из 10 "[5].
- Скотт Браун из журнала Entertainment Weekly дал фильму оценку B+[6]

### Box office
- В первые выходные «Лиззи Магуайер» заработал $17.3 млн и получил 2 место в US Box Office. Фильм был показан в 2 825 кинотеатрах и всего заработал 42.7 млн американских долларов.[2] Несмотря на то, что сериал был мало известен вне США, международный Box Office тем не менее был успешен, и в мире фильм собрал $55,534,455.[7]